# دومینیک هیم
دومینیک هیم (انگلیسی: Dominic Hyam؛ زادهٔ ۲۰ دسامبر ۱۹۹۵) بازیکن فوتبال اهل بریتانیا است.
از باشگاه‌هایی که در آن بازی کرده‌است می‌توان به باشگاه فوتبال همل همپستید تاون، باشگاه فوتبال بیزینگ‌استوک تاون، باشگاه فوتبال ردینگ، و باشگاه فوتبال داگنم و ردبریج اشاره کرد.
وی همچنین در تیم‌های ملی فوتبال زیر ۱۹ سال اسکاتلند، زیر ۲۱ سال اسکاتلند، و اسکاتلند بازی کرده‌است.